# Manuel Pesqueira
Manuel Pesqueira Salgado (Meis, Pontevedra; 7 de diciembre de 1911 - Pontevedra, 7 de febrero de 1988) fue un pintor español.

## Biografía

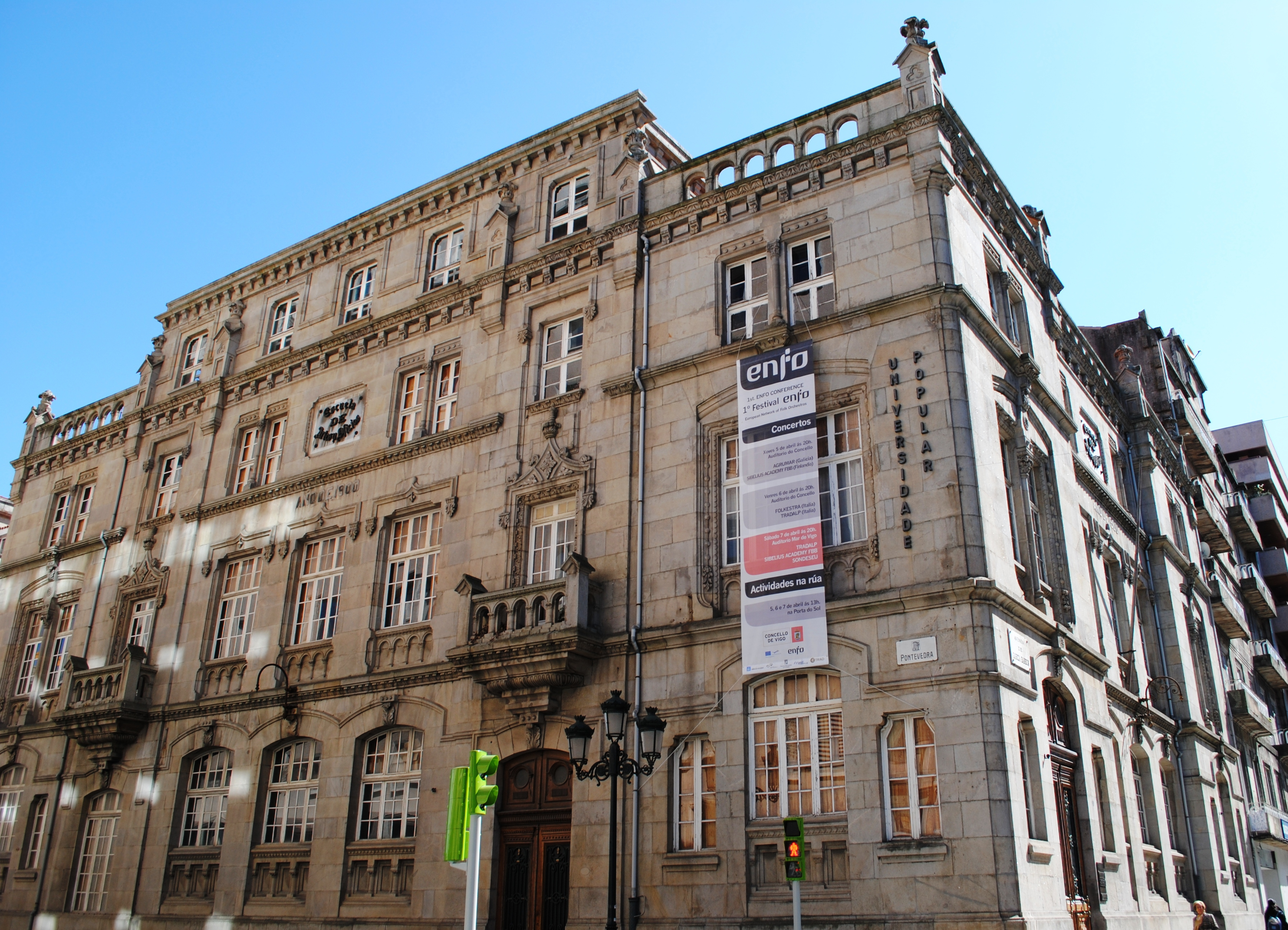
Escuela Municipal de Artes y Oficios de Vigo.

Atraído por la pintura desde pequeño, se trasladó a Pontevedra a los 16 años para estudiar magisterio, donde conoció a Alfonso Daniel Rodríguez Castelao, Carlos Maside y Arturo Souto. Se vinculó a las Irmandades da Fala, después simpatizó con el Partido Galleguista y colaboró en A Nosa Terra. En 1933 hizo su primera exposición en Pontevedra. Se marchó a la Escuela Municipal de Artes y Oficios de Vigo y después a Madrid. Con la victoria del Frente Popular, fue concejal de Meis por el Partido Galleguista. Luego del golpe de Estado del 18 de julio de 1936, sufrió varios intentos de agresión de falangistas, por lo que se alistó en la Legión. Fue combatiente en la Guerra civil y herido en la frente de Aragón en 1938, donde quedaría con su brazo derecho inutilizable. En 1939, en el hospital de Villagarcía de Arosa, comenzó a pintar con la mano izquierda. Empezó a vivir en Villagarcía donde casó en 1942 y después se trasladó a La Coruña.
En 1951, el Centro Gallego de Buenos Aires organizó una exposición colectiva en la Sala Velázquez en la que participaron, además de Manuel Pesqueira, Laxeiro, Isaac Díaz Pardo, Carlos Maside y Julia Minguillón. Expuso en Madrid, Santiago de Compostela, Vigo y París (1984).

## Vida personal
Se casó con Carmen Collazo Grela en 1942 y fue padre de José y Manuel Pesquera Collazo.